# 공사공동기업
공사공동기업은 국가나 지방 자치 단체 또는 개인이나 사적 단체가 공동으로 자금을 내어 경영하는 기업을 가르키는 단어이다. 

## 설명
공사공동기업은 사기업과 공기업의 단점을 배제하고 장점을 잘 살려 운영하는 것이 목적인 기업이다. 이것은 국가 또는 지방공공단체가 자본출자를 하지 않더라도 개인과 더불어 기업의 경영에 참가하는 경우를 모두 포함하지만 반대로 국가나 지방공공단체가 자본출자를 지원해도 경영에 참여하지 않는다면 공사공동기업에 해당되지 않게 된다. 공사공동기업이 취하는 기업의 형태에는 주식회사형태와 영단 및 금고형태와 같은 특별법규에 의한 특수형태가 있다.

## 같이 보기
- 기업
- 사기업
- 공기업